# Kimisis tis Theotokou (Lygourio)

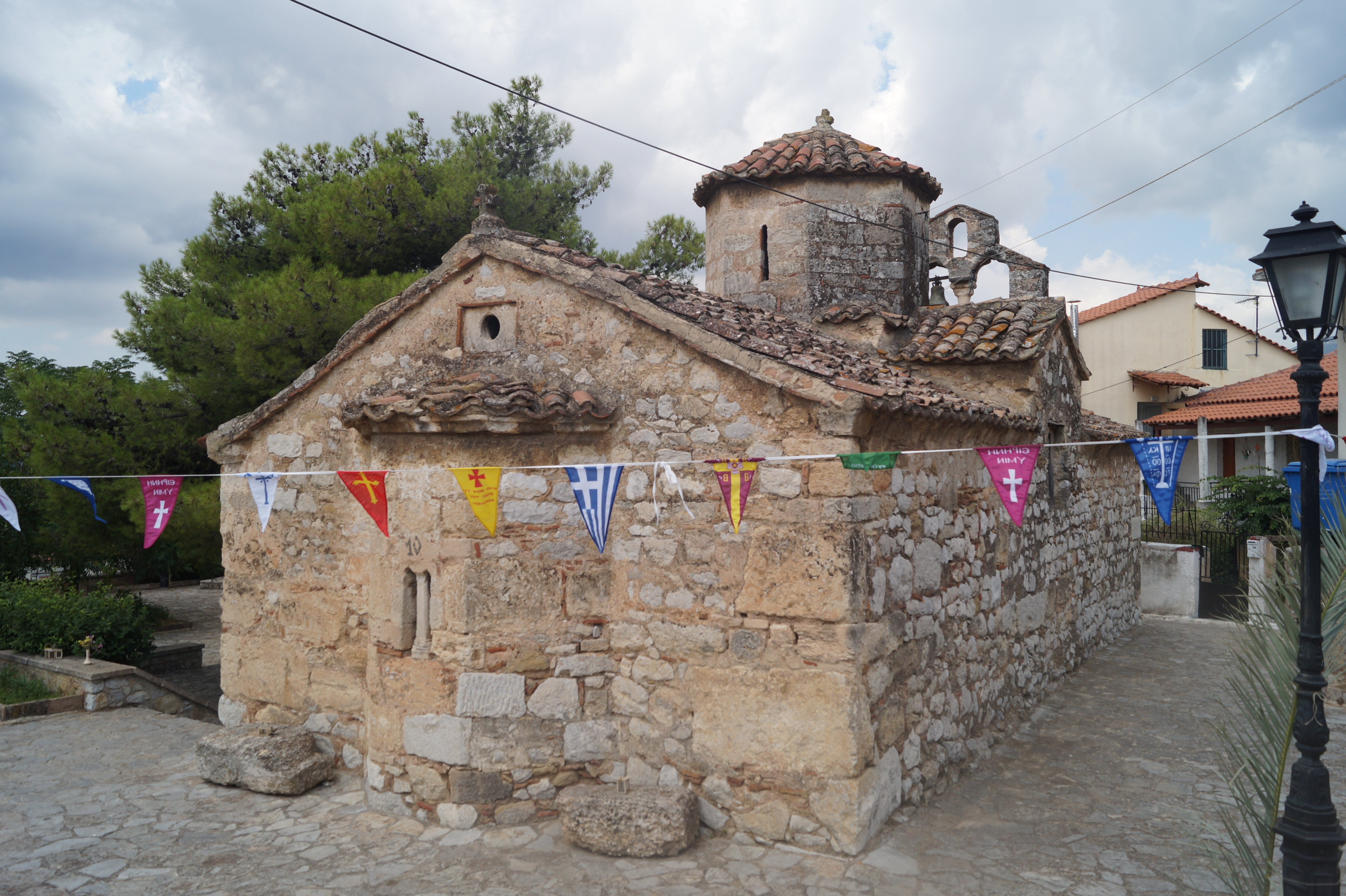
Die Kirche Kimisis tis Theotokou in Lygourio

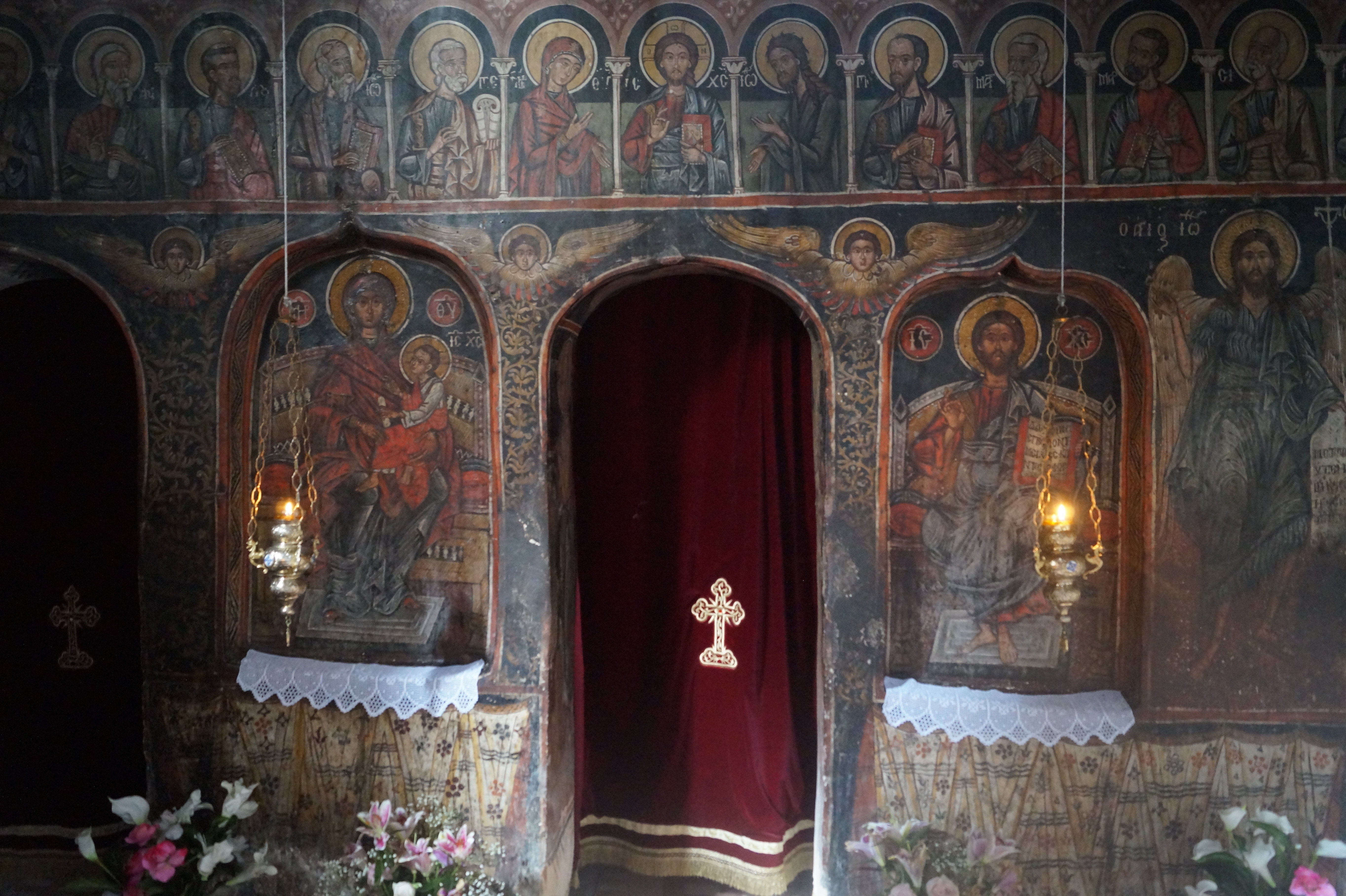
Ikonostase

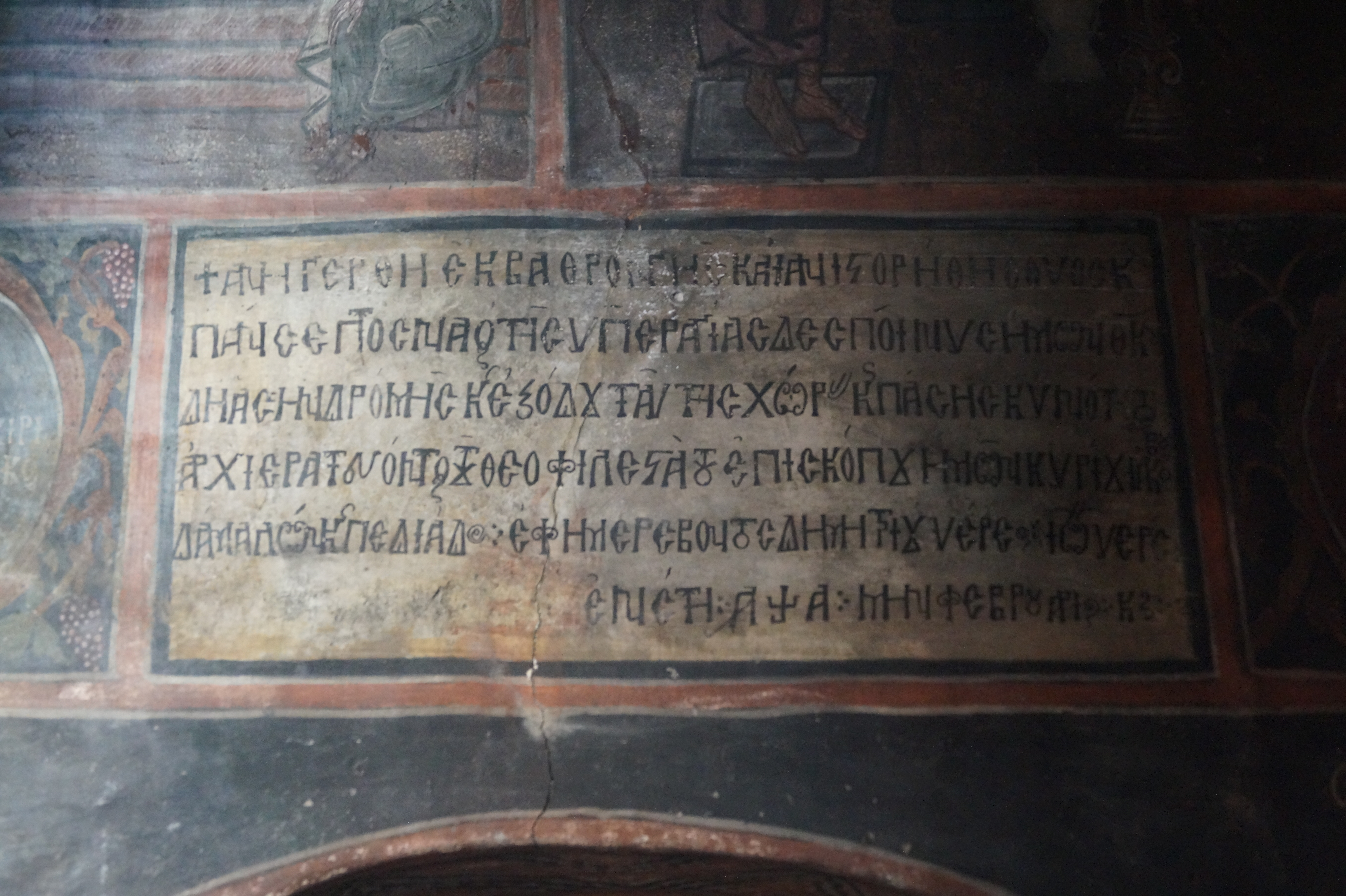
Gründungsinschrift

Kimisis tis Theotokou  (griechisch Κοιμήσεως της Θεοτόκου ‚Entschlafung der allheiligen Gottesgebärerin‘) ist eine nachbyzantinische Kreuzkuppelkirche in Lygourio aus der zweiten Venezianischen Herrschaft auf dem Peloponnes. Sie steht etwa 220 m nördlich der Hauptstraße auf einem kleinen Platz, der früher das Zentrum Lygourios bildete.

## Beschreibung
Die einschiffige Kirche hat eine Länge von etwa 13,50 m und eine Breite von etwa 6,50 m. Am westlichen Ende auf dem Dachfirst gibt es einen kleinen Glockenturm. Er besteht aus zwei Bögen mit einer zentralen Säule, die aus zwei antiken runden Basen und einem Ionischen Kapitell gebaut wurde. In der Mitte über den Bögen erhebt sich ein weiterer kleiner Bogen. Die Apsis im Osten hat eine polygone Form und ist etwa 1,00 m tief. Über der Apsis gibt es zur Beleuchtung des Chors einen runden Okulus. Etwa in der Mitte der Kirche befindet sich das Querschiff, über dem sich eine achteckige Kuppel mit einem Durchmesser von etwa 3 m erhebt. Die Südwestecke des Gebäudes wurde in jüngerer Zeit mit einer massiven Steinmauer abgestützt. Der Zugang erfolgt über eine Tür im östlichen Teil der Südmauer der Kirche. In einer Nische, die sich außen über der Tür befindet, sind die Reste eines Freskos zu sehen, das Maria mit dem Jesuskind zeigt. Eine zweite Tür im östlichen Teil der Mauer führt direkt in den Chor.
Im Innern wirkt die Kirche durch das dreifache Tonnengewölbe dreischiffig. Die Kuppel wird von vier Säulen getragen, die antiken Ursprungs sind. Ungewöhnlicherweise gibt es westlich der Kuppel ein weiteres Säulenpaar. Der Chor ist durch eine gemauerte Ikonostase vom Naos getrennt. Die Fresken und das Bodenpflaster sind gut erhalten. Auf der Ikonostase befinden sich Ikonen von Maria mit dem Jesuskind, Christus Pantokrator und Johannes dem Täufer und darüber der zwölf Apostel. An den Wänden sind verschiedene Heilige abgebildet und darüber ein Marienzyklus, an der Decke ein Christuszyklus und in der Kuppel Christus Pantokrator. Anhand der verschiedenen Stile vermutet man, dass die Fresken von verschiedenen Künstlern ausgeführt wurden. Rechts neben der Tür ist der Name Andreas Poritis angebracht, den man für den Namen eines Malers hält. Über der Tür ist eine Gründungsinschrift vom 27. Februar 1701 angebracht, die besagt, dass der Staat und die umliegenden Gemeinden den Bau finanzierten und die Arbeiten unter der Leitung von Iakovos, dem Bischof von Damala und Pediada, und den Priestern Dimitrios und Ioannis ausgeführt wurden.